# Shrek: Fairy Tale Freakdown
Shrek: Fairy Tale Freakdown è un videogioco picchiaduro sviluppato da Prolific e pubblicato da TDK Mediactive per Game Boy Color nel 2001. È il primo gioco basato sul media franchise Shrek (franchise) ed è anche l'unico gioco della serie ad essere pubblicato su Game Boy Color.

## Modalità di gioco
Shrek: Fairy Tale Freakdown è un videogioco picchiaduro in 2D in cui un personaggio controllato da un giocatore e un personaggio controllato dall'intelligenza artificiale usano mosse d'attacco e di difesa con l'obbiettivo di far esaurire la salute del nemico. Se il giocatore lo batte, gli verrà data una password che può inserire nel menù delle password (che si trova nella schermata principale del gioco) per poter ricominciare da quel punto del gioco la volta successiva. Dopo aver completato tutti e 9 i livelli, il giocatore raggiunge il rango di campione.
Insieme alla modalità principale di gioco, è presente anche la modalità "Pratica" in cui il giocatore può allenarsi usando le mosse del suo personaggio contro un nemico statico in un livello selezionato casualmente. In questa modalità, l'avversario non si muoverà né attaccherà mai il giocatore, e la sua energia si rigenererà non appena non viene colpito per qualche secondo.

## Livelli
Nel gioco sono disponibili 9 livelli diversi tra loro.
- Foresta
- Villaggio
- Dungeon
- Palude
- Foresta Oscura
- Ponte
- Castello
- Ring di Wrestling
- Stanza dello Specchio

## Personaggi
Sono disponibili 9 personaggi giocabili, 6 dei quali sono disponibili dall'inizio e 3 che vengono sbloccati quando vengono sconfitti dal giocatore.
- Shrek
- Lupo
- Pinocchio
- Monsieur Robin Hood
- Principessa Fiona
- Thelonius
- Omino di Pan di Zenzero (sbloccabile dopo essere stato sconfitto nel Dungeon)
- Draghessa (sbloccabile dopo essere stata sconfitta nel Ponte)
- Lord Farquaad (sbloccabile dopo essere stato sconfitto nella Stanza dello Specchio)

Ciuchino non è un personaggio giocabile ma appare nel gioco come cameo nella schermata di caricamento delle lotte.

## Accoglienza
Shrek: Fairy Tale Freakdown ha ricevuto recensioni generalmente negative secondo il sito aggregatore di recensioni GameRankings. Il gioco è stato criticato per la mancanza di mosse da poter utilizzare, per il fatto che non ci volesse una strategia per giocare, e per la mancanza di una modalità multigiocatore.